# 다카라즈카 가극단 108기생
다카라즈카 가극단 108기생은 2020년 6월 다카라즈카 음악학교에 입학, 2022년 3월 다카라즈카 가극단에 입단한 38명을 가리킨다.

## 개요
2020년 음악학교 수험생의 수는 852명, 합격자 40명, 경쟁률은 21.3 : 1이었다.
초무대 연목은 호시구미 공연 「만남은 다시 한번 next generation / Gran Cantante!!」이다.
일본에서 일어난 코로나19 범유행의 여파로 인해, 전후 최초로 입학식이 연기되어, 2020년 6월에 2개월 늦게 입학하였다. 입학 후에도, 온라인 수업과 여름방학 기간 단축을 피할 수 없게 되었고, 졸업식도 예정보다 11일 늦게 진행되었다.
초무대 공연도 코로나19의 영향으로, 약 3주간 공연 중지가 되었다.
2022년 5월 31일자로 조배속이 되었다.
| 신인공연        |
| --------------- |
| 카렌 코마치     |
| 호시자와 아리사 |
| 미야비 요       |

## 주요 학생

### 현역
- 카렌 코마치 : 소라구미 여역

- 호시자와 아리사 : 유키구미 여역
- 미야비 요 : 츠키구미 남역

## 일람
| 예명            | 생일      | 출신지                | 출신학교                         | 신장    | 애칭                     | 역할 | 퇴단년도 | 비고                       |
| --------------- | --------- | --------------------- | -------------------------------- | ------- | ------------------------ | ---- | -------- | -------------------------- |
| 茉莉那ふみ      | 10월 30일 | 도쿄도 무사시노시     | 키치죠여자고교                   | 157.5㎝ | 오후미                   | 여역 |          |                            |
| 마리나 후미     | 10월 30일 | 도쿄도 무사시노시     | 키치죠여자고교                   | 157.5㎝ | 오후미                   | 여역 |          |                            |
| 彩姫みみ        | 11월 15일 | 히로시마현 히로시마시 | 히로시마 나기사고교              | 161㎝   | 유즈키, 윳키             | 여역 |          | 언니 스즈미나 나츠키 (102) |
| 아야히메 미미   | 11월 15일 | 히로시마현 히로시마시 | 히로시마 나기사고교              | 161㎝   | 유즈키, 윳키             | 여역 |          | 언니 스즈미나 나츠키 (102) |
| 花海凛          | 2월 10일  | 오사카부 사카이시     | 테즈카야마학원 이즈미가오카중학  | 162㎝   | 나ー코, 미린             | 여역 |          |                            |
| 하나미 린       | 2월 10일  | 오사카부 사카이시     | 테즈카야마학원 이즈미가오카중학  | 162㎝   | 나ー코, 미린             | 여역 |          |                            |
| 星丘しずく      | 9월 18일  | 아이치현 나고야시     | 현립메이와고교                   | 161㎝   | 시즈쿠                   | 여역 |          |                            |
| 호시오카 시즈쿠 | 9월 18일  | 아이치현 나고야시     | 현립메이와고교                   | 161㎝   | 시즈쿠                   | 여역 |          |                            |
| 梨恋あやめ      | 11월 2일  | 홋카이도 삿포로시     | 후지여자고교                     | 164㎝   | 아야메, 카지카지         | 여역 |          |                            |
| 리렌 아야메     | 11월 2일  | 홋카이도 삿포로시     | 후지여자고교                     | 164㎝   | 아야메, 카지카지         | 여역 |          |                            |
| 花恋こまち      | 2월 8일   | 교토부 교토시         | 도시샤여자중학                   | 165㎝   | 코마치, 시마민           | 여역 |          |                            |
| 카렌 코마치     | 2월 8일   | 교토부 교토시         | 도시샤여자중학                   | 165㎝   | 코마치, 시마민           | 여역 |          |                            |
| 馳琉輝          | 5월 27일  | 도쿄도 코토구         | 도쿄대학교육학부부속중등교육학교 | 171㎝   | 에이미ー                 | 남역 |          |                            |
| 하세 루키       | 5월 27일  | 도쿄도 코토구         | 도쿄대학교육학부부속중등교육학교 | 171㎝   | 에이미ー                 | 남역 |          |                            |
| 滝みらい        | 7월 10일  | 아이치현 나고야시     | 킨죠가쿠인고교                   | 173㎝   | 미라이                   | 남역 |          |                            |
| 타키 미라이     | 7월 10일  | 아이치현 나고야시     | 킨죠가쿠인고교                   | 173㎝   | 미라이                   | 남역 |          |                            |
| 光稀れん        | 4월 29일  | 도쿄도 분쿄구         | 메이지가쿠인고교                 | 173㎝   | R, 렌니이                | 남역 |          |                            |
| 코키 렌         | 4월 29일  | 도쿄도 분쿄구         | 메이지가쿠인고교                 | 173㎝   | R, 렌니이                | 남역 |          |                            |
| 苑利香輝        | 9월 24일  | 아키타현 유리혼조시   | 세이레이여자단기대학부속고교     | 170㎝   | 이세, 에비               | 남역 |          |                            |
| 엔리 코우키     | 9월 24일  | 아키타현 유리혼조시   | 세이레이여자단기대학부속고교     | 170㎝   | 이세, 에비               | 남역 |          |                            |
| 愛城美紗        | 3월 6일   | 미야자키현 미야자키시 | 휴가가쿠인고교                   | 162㎝   | 토ー, 미샤               | 여역 |          |                            |
| 아이시로 미사   | 3월 6일   | 미야자키현 미야자키시 | 휴가가쿠인고교                   | 162㎝   | 토ー, 미샤               | 여역 |          |                            |
| 紗香にいな      | 7월 12일  | 도쿄도 세타가야구     | 세이죠가쿠엔고교                 | 160㎝   | 니이나, 하ー냐           | 여역 |          |                            |
| 사코 니이나     | 7월 12일  | 도쿄도 세타가야구     | 세이죠가쿠엔고교                 | 160㎝   | 니이나, 하ー냐           | 여역 |          |                            |
| 水月胡蝶        | 12월 28일 | 카나가와현 요코하마시 | 현립야에이고교                   | 168㎝   | 체키                     | 남역 |          |                            |
| 미즈키 코쵸     | 12월 28일 | 카나가와현 요코하마시 | 현립야에이고교                   | 168㎝   | 체키                     | 남역 |          |                            |
| 乙妃優寿        | 11월 1일  | 도쿄도 고쿠분지시     | 도립타치카와국제중등교육학교     | 164㎝   | 오토, 포핀               | 여역 |          |                            |
| 오토히 유즈     | 11월 1일  | 도쿄도 고쿠분지시     | 도립타치카와국제중등교육학교     | 164㎝   | 오토, 포핀               | 여역 |          |                            |
| 珀亜れい        | 8월 27일  | 오사카부 네야가와시   | 바이카고교                       | 169㎝   | 하쿠, 못큥, 룬룬         | 남역 |          |                            |
| 하쿠아 레이     | 8월 27일  | 오사카부 네야가와시   | 바이카고교                       | 169㎝   | 하쿠, 못큥, 룬룬         | 남역 |          |                            |
| 華楽逸聖        | 9월 29일  | 교토부 교토시         | 시립시모가모중학                 | 175㎝   | 유메, 타노               | 남역 |          |                            |
| 카라쿠 잇세이   | 9월 29일  | 교토부 교토시         | 시립시모가모중학                 | 175㎝   | 유메, 타노               | 남역 |          |                            |
| 美翠せいら      | 2월 22일  | 미에현 욧카이치시     | 현립욧카이치고교                 | 163㎝   | 세이라, 스이란, 비비     | 여역 |          |                            |
| 미스이 세이라   | 2월 22일  | 미에현 욧카이치시     | 현립욧카이치고교                 | 163㎝   | 세이라, 스이란, 비비     | 여역 |          |                            |
| 瑠羽らいと      | 11월 25일 | 도쿄도 세타가야구     | 짓센죠시가쿠엔고교               | 169㎝   | 루ー라이, 츠카린         | 남역 |          |                            |
| 루우 라이토     | 11월 25일 | 도쿄도 세타가야구     | 짓센죠시가쿠엔고교               | 169㎝   | 루ー라이, 츠카린         | 남역 |          |                            |
| 美渦せいか      | 9월 5일   | 오사카부 야오시       | 부립유우히가오카고교             | 164㎝   | 뮤ー, 네ー               | 여역 |          |                            |
| 미우즈 세이카   | 9월 5일   | 오사카부 야오시       | 부립유우히가오카고교             | 164㎝   | 뮤ー, 네ー               | 여역 |          |                            |
| 星沢ありさ      | 3월 8일   | 오사카부 토요나카시   | 칸사이대학 고등부                | 164㎝   | 와타미, 아리린           | 여역 |          |                            |
| 호시자와 아리사 | 3월 8일   | 오사카부 토요나카시   | 칸사이대학 고등부                | 164㎝   | 와타미, 아리린           | 여역 |          |                            |
| 雅耀            | 4월 30일  | 이바라키현 츠쿠바시   | 메이케이가쿠엔중학               | 172㎝   | 린오디, 오디세           | 남역 |          |                            |
| 미야비 요       | 4월 30일  | 이바라키현 츠쿠바시   | 메이케이가쿠엔중학               | 172㎝   | 린오디, 오디세           | 남역 |          |                            |
| 輝珠ななせ      | 1월 10일  | 오사카부 오사카시     | 테즈카야마가쿠인고교             | 164㎝   | 나나세                   | 여역 |          |                            |
| 키쥬 나나세     | 1월 10일  | 오사카부 오사카시     | 테즈카야마가쿠인고교             | 164㎝   | 나나세                   | 여역 |          |                            |
| 海玖里粋        | 9월 17일  | 도쿄도 코토구         | 쥬몬지고교                       | 169㎝   | 미쿠보ー, 스이미ー       | 남역 |          |                            |
| 미쿠리 스이     | 9월 17일  | 도쿄도 코토구         | 쥬몬지고교                       | 169㎝   | 미쿠보ー, 스이미ー       | 남역 |          |                            |
| 榊歩            | 1월 20일  | 오사카부 하비키노시   | 풀가쿠인고교                     | 169㎝   | 네무, 사캇키ー           | 남역 |          |                            |
| 사카키 아유무   | 1월 20일  | 오사카부 하비키노시   | 풀가쿠인고교                     | 169㎝   | 네무, 사캇키ー           | 남역 |          |                            |
| 絢咲羽蘭        | 2월 4일   | 카나가와현 아츠기시   | 아츠기 키타고교                  | 164㎝   | 쟈미                     | 여역 |          |                            |
| 아야사키 우란   | 2월 4일   | 카나가와현 아츠기시   | 아츠기 키타고교                  | 164㎝   | 쟈미                     | 여역 |          |                            |
| 穂波舞咲        | 11월 14일 | 아이치현 누카타군     | 스기야마죠가쿠엔고교             | 172㎝   | 마챠, 츠부리             | 남역 |          |                            |
| 호나미 마사키   | 11월 14일 | 아이치현 누카타군     | 스기야마죠가쿠엔고교             | 172㎝   | 마챠, 츠부리             | 남역 |          |                            |
| 八重ひめか      | 10월 27일 | 아이치현 나고야시     | 킨죠가쿠인고교                   | 162㎝   | 캬린, 히메               | 여역 |          |                            |
| 야에 히메카     | 10월 27일 | 아이치현 나고야시     | 킨죠가쿠인고교                   | 162㎝   | 캬린, 히메               | 여역 |          |                            |
| 志凪咲杜        | 3월 12일  | 도쿄도 메구로구       | 도립원예고교                     | 171㎝   | 미사키치, 나기사쿠       | 남역 |          |                            |
| 시나기 사쿠토   | 3월 12일  | 도쿄도 메구로구       | 도립원예고교                     | 171㎝   | 미사키치, 나기사쿠       | 남역 |          |                            |
| 琴華ひまわり    | 2월 19일  | 교토부 소라쿠군       | 오사카토인고교                   | 164㎝   | 히마와리, 코토히마       | 여역 |          |                            |
| 코토카 히마와리 | 2월 19일  | 교토부 소라쿠군       | 오사카토인고교                   | 164㎝   | 히마와리, 코토히마       | 여역 |          |                            |
| 清羽美伶        | 6월 11일  | 도쿄도 세타가야구     | 토요에이와죠가쿠인 고등부        | 162㎝   | 미레ー, 키요레이, 레ー탄 | 여역 |          |                            |
| 키요하 미레이   | 6월 11일  | 도쿄도 세타가야구     | 토요에이와죠가쿠인 고등부        | 162㎝   | 미레ー, 키요레이, 레ー탄 | 여역 |          |                            |
| 纏涼            | 10월 7일  | 카나가와현 카와사키시 | 코쿠가쿠인고교                   | 173㎝   | 마토이, 마토료ー         | 남역 |          |                            |
| 마토이 료       | 10월 7일  | 카나가와현 카와사키시 | 코쿠가쿠인고교                   | 173㎝   | 마토이, 마토료ー         | 남역 |          |                            |
| 千乃新          | 10월 5일  | 오사카부 네야가와시   | 시립제6중학                      | 170㎝   | 리카, 아라타             | 남역 |          |                            |
| 센노 아라타     | 10월 5일  | 오사카부 네야가와시   | 시립제6중학                      | 170㎝   | 리카, 아라타             | 남역 |          |                            |
| 輝涼じゅん      | 7월 12일  | 교토부 교토시         | 도시샤여자고교                   | 170㎝   | 료, 준                   | 남역 |          |                            |
| 키료 준         | 7월 12일  | 교토부 교토시         | 도시샤여자고교                   | 170㎝   | 료, 준                   | 남역 |          |                            |
| 朝比奈天        | 10월 27일 | 효고현 고베시         | 아이토쿠가쿠엔중학               | 173㎝   | 텐                       | 남역 |          |                            |
| 아사히나 텐     | 10월 27일 | 효고현 고베시         | 아이토쿠가쿠엔중학               | 173㎝   | 텐                       | 남역 |          |                            |
| 桜之真緒        | 3월 1일   | 오카야마현 마니와시   | 슈지츠고교                       | 173㎝   | 삿쿤, 마ー치             | 남역 |          |                            |
| 사쿠라노 마오   | 3월 1일   | 오카야마현 마니와시   | 슈지츠고교                       | 173㎝   | 삿쿤, 마ー치             | 남역 |          |                            |
| 華路らら        | 12월 9일  | 오사카부 타카츠키시   | 시립제2중학                      | 165㎝   | 라아, 라라               | 여역 |          |                            |
| 하나미치 라라   | 12월 9일  | 오사카부 타카츠키시   | 시립제2중학                      | 165㎝   | 라아, 라라               | 여역 |          |                            |
| 風希咲玖        | 12월 17일 | 효고현 니시노미야시   | 바이카고교                       | 175㎝   | 카자키                   | 남역 |          |                            |
| 카자키 사쿠     | 12월 17일 | 효고현 니시노미야시   | 바이카고교                       | 175㎝   | 카자키                   | 남역 |          |                            |
| 白霧椿          | 10월 1일  | 오사카부 오사카시     | 테즈카야마가쿠인고교             | 176㎝   | 쿠ー, 히데키             | 남역 | 2025년   |                            |
| 시라기리 츠바키 | 10월 1일  | 오사카부 오사카시     | 테즈카야마가쿠인고교             | 176㎝   | 쿠ー, 히데키             | 남역 | 2025년   |                            |

## 성적 변화
| 하나구미 소속 생도 성적 | 하나구미 소속 생도 성적 | 하나구미 소속 생도 성적 | 하나구미 소속 생도 성적 | 하나구미 소속 생도 성적 | 하나구미 소속 생도 성적 | 하나구미 소속 생도 성적 | 하나구미 소속 생도 성적 |
| -                       | 입단 (2022년)           | 연1 (2023년)            | 연1 (2023년)            | 연3 (2025년)            | 연3 (2025년)            | 연5 (2027년, 확정)      | 연5 (2027년, 확정)      |
| ----------------------- | ----------------------- | ----------------------- | ----------------------- | ----------------------- | ----------------------- | ----------------------- | ----------------------- |
| 1                       | 하나미 린               | →                       | 하나미 린               | →                       | 하나미 린               |                         |                         |
| 2                       | 타키 미라이             | →                       | 타키 미라이             | ↑2                      | 마토이 료               |                         |                         |
| 3                       | 코우키 렌               | →                       | 코우키 렌               | ↓1                      | 타키 미라이             |                         |                         |
| 4                       | 미스이 세이라           | ↑1                      | 마토이 료               | ↓1                      | 코우키 렌               |                         |                         |
| 5                       | 마토이 료               | ↓1                      | 미스이 세이라           | →                       | 미스이 세이라           |                         |                         |
| 6                       | 키료 준                 | ↑1                      | 하나미치 라라           | →                       | 하나미치 라라           |                         |                         |
| 7                       | 하나미치 라라           | ↓1                      | 키료 준                 | →                       | 키료 준                 |                         |                         |

| 츠키구미 소속 생도 성적              | 츠키구미 소속 생도 성적 | 츠키구미 소속 생도 성적 | 츠키구미 소속 생도 성적 | 츠키구미 소속 생도 성적 | 츠키구미 소속 생도 성적 | 츠키구미 소속 생도 성적 | 츠키구미 소속 생도 성적 |
| -                                    | 입단 (2022년)           | 연1 (2023년)            | 연1 (2023년)            | 연3 (2025년)            | 연3 (2025년)            | 연5 (2027년, 확정)      | 연5 (2027년, 확정)      |
| ------------------------------------ | ----------------------- | ----------------------- | ----------------------- | ----------------------- | ----------------------- | ----------------------- | ----------------------- |
| 1                                    | 아야히메 미미           | →                       | 아야히메 미미           | ↑1                      | 미우즈 세이카           |                         |                         |
| 2                                    | 호시오카 시즈쿠         | ↑1                      | 미우즈 세이카           | ↓1                      | 아야히메 미미           |                         |                         |
| 3                                    | 미우즈 세이카           | ↑2                      | 호나미 마사키           | ↑1                      | 호시오카 시즈쿠         |                         |                         |
| 4                                    | 미야비 요               | ↓2                      | 호시오카 시즈쿠         | ↑2                      | 미야비 요               |                         |                         |
| 5                                    | 호나미 마사키           | ↑1                      | 야에 히메카             | →                       | 야에 히메카             |                         |                         |
| 6                                    | 야에 히메카             | ↓2                      | 미야비 요               | ↓3                      | 호나미 마사키           |                         |                         |
| 7                                    | 사쿠라노 마오           | →                       | 사쿠라노 마오           | →                       | 사쿠라노 마오           |                         |                         |
| 8                                    | 시라기리 츠바키         | →                       | 시라기리 츠바키         | →                       | 시라기리 츠바키         |                         |                         |
| *시라기리 츠바키 - 2025년 퇴단 (연4) |                         |                         |                         |                         |                         |                         |                         |

| 유키구미 소속 생도 성적 | 유키구미 소속 생도 성적 | 유키구미 소속 생도 성적 | 유키구미 소속 생도 성적 | 유키구미 소속 생도 성적 | 유키구미 소속 생도 성적 | 유키구미 소속 생도 성적 | 유키구미 소속 생도 성적 |
| -                       | 입단 (2022년)           | 연1 (2023년)            | 연1 (2023년)            | 연3 (2025년)            | 연3 (2025년)            | 연5 (2027년, 확정)      | 연5 (2027년, 확정)      |
| ----------------------- | ----------------------- | ----------------------- | ----------------------- | ----------------------- | ----------------------- | ----------------------- | ----------------------- |
| 1                       | 엔리 코키               | →                       | 엔리 코키               | →                       | 엔리 코키               |                         |                         |
| 2                       | 사코 니이나             | ↑2                      | 호시자와 아리사         | ↑3                      | 사코 니이나             |                         |                         |
| 3                       | 미즈키 코쵸             | ↑4                      | 키요하 미레이           | ↓1                      | 호시자와 아리사         |                         |                         |
| 4                       | 호시자와 아리사         | ↓1                      | 미즈키 코쵸             | →                       | 미즈키 코쵸             |                         |                         |
| 5                       | 사카키 아유무           | ↓3                      | 사코 니이나             | ↓2                      | 키요하 미레이           |                         |                         |
| 6                       | 코토카 히마와리         | ↓1                      | 사카키 아유무           | →                       | 사카키 아유무           |                         |                         |
| 7                       | 키요하 미레이           | ↓1                      | 코토카 히마와리         | →                       | 코토카 히마와리         |                         |                         |
| 8                       | 센노 아라타             | →                       | 센노 아라타             | →                       | 센노 아라타             |                         |                         |

| 호시구미 소속 생도 성적 | 호시구미 소속 생도 성적 | 호시구미 소속 생도 성적 | 호시구미 소속 생도 성적 | 호시구미 소속 생도 성적 | 호시구미 소속 생도 성적 | 호시구미 소속 생도 성적 | 호시구미 소속 생도 성적 |
| -                       | 입단 (2022년)           | 연1 (2023년)            | 연1 (2023년)            | 연3 (2025년)            | 연3 (2025년)            | 연5 (2027년, 확정)      | 연5 (2027년, 확정)      |
| ----------------------- | ----------------------- | ----------------------- | ----------------------- | ----------------------- | ----------------------- | ----------------------- | ----------------------- |
| 1                       | 마리나 후미             | →                       | 마리나 후미             | →                       | 마리나 후미             |                         |                         |
| 2                       | 하세 루키               | ↑1                      | 오토히 유즈             | →                       | 오토히 유즈             |                         |                         |
| 3                       | 오토히 유즈             | ↑3                      | 아야사키 우란           | ↑1                      | 하세 루키               |                         |                         |
| 4                       | 하쿠아 레이             | ↓2                      | 하세 루키               | ↑1                      | 루 라이토               |                         |                         |
| 5                       | 루 라이토               | →                       | 루 라이토               | ↓2                      | 아야사키 우란           |                         |                         |
| 6                       | 아야사키 우란           | ↓2                      | 하쿠아 레이             | →                       | 하쿠아 레이             |                         |                         |
| 7                       | 카자키 사쿠             | →                       | 카자키 사쿠             | →                       | 카자키 사쿠             |                         |                         |

| 소라구미 소속 생도 성적 | 소라구미 소속 생도 성적 | 소라구미 소속 생도 성적 | 소라구미 소속 생도 성적 | 소라구미 소속 생도 성적 | 소라구미 소속 생도 성적 | 소라구미 소속 생도 성적 | 소라구미 소속 생도 성적 |
| -                       | 입단 (2022년)           | 연1 (2023년)            | 연1 (2023년)            | 연3 (2025년)            | 연3 (2025년)            | 연5 (2027년, 확정)      | 연5 (2027년, 확정)      |
| ----------------------- | ----------------------- | ----------------------- | ----------------------- | ----------------------- | ----------------------- | ----------------------- | ----------------------- |
| 1                       | 리렌 아야메             | ↑1                      | 카렌 코마치             | ↑1                      | 아이시로 미사           |                         |                         |
| 2                       | 카렌 코마치             | ↑1                      | 아이시로 미사           | ↑2                      | 리렌 아야메             |                         |                         |
| 3                       | 아이시로 미사           | ↑1                      | 카라쿠 잇세이           | ↓2                      | 카렌 코마치             |                         |                         |
| 4                       | 카라쿠 잇세이           | ↓3                      | 리렌 아야메             | ↓1                      | 카라쿠 잇세이           |                         |                         |
| 5                       | 키쥬 나나세             | ↑2                      | 시나기 사쿠토           | →                       | 시나기 사쿠토           |                         |                         |
| 6                       | 미쿠리 스이             | →                       | 미쿠리 스이             | →                       | 미쿠리 스이             |                         |                         |
| 7                       | 시나기 사쿠토           | ↓2                      | 키쥬 나나세             | →                       | 키쥬 나나세             |                         |                         |
| 8                       | 아사히나 텐             | →                       | 아사히나 텐             | →                       | 아사히나 텐             |                         |                         |